# Aribert Heymann
Aribert Heymann (9. prosinca 1898. – 1946.) je bivši njemački hokejaš na travi. 
Osvojio je brončano odličje na hokejaškom turniru na Olimpijskim igrama 1928. u Amsterdamu igrajući za Njemačku. Na turniru je odigrao jedan susret. Igrao je u srednjem redu.

## Vanjske poveznice
- Profil na Database Olympics